# 179 (szám)
A 179 (százhetvenkilenc) a 178 és 180 között található természetes szám.
179 egy prímszám, Sophie Germain-prím és biztonságos prím. Jó prím. Mírp.
179 ikerprím párt alkot a 181 prímmel, azért a 179 Chen-prím.
Mivel a 179 egy 3k-1 alakú szám, azért az Eisenstein-egészek körében képzetes rész nélküli Eisenstein-prím.
Szigorúan nem palindrom szám.